# Isla Tabawan
Isla Tabawan (en malayo: Pulau Tabawan) es la más alta y más grande de un grupo de islas boscosas situada en el suroeste del cuadrante de la Bahía de Darvel (Teluk Lahad Datu), en el estado de Sabah. Tiene dos picos volcánicos, y alcanza los 275 metros en su punto más alto. En el lado sur de la isla hay una pequeña bahía, o entrada, bastante profunda, de 25 a 35 metros. Está a 7,25 kilómetros de la isla Sebatik, que se encuentra al sureste.